# Magpet
Magpet ist eine philippinische Stadtgemeinde in der Provinz Cotabato. Sie hat 49.201 Einwohner (Zensus 1. August 2015). Teile der Gemeinde liegen im Mount Apo Natural Park.

## Baranggays
Magpet ist politisch in 32 Baranggays unterteilt:
- Alibayon
- Bagumbayan
- Bangkal
- Bantac
- Basak
- Binay
- Bongolanon
- Datu Celo
- Del Pilar
- Doles
- Gubatan
- Ilian
- Inac
- Kamada
- Kauswagan
- Kisandal
- Magcaalam
- Mahongcog
- Manobo
- Noa
- Owas
- Pangao-an
- Poblacion
- Sallab
- Tagbac
- Temporan
- Amabel
- Balete
- Don Panaca
- Imamaling
- Kinarum
- Manobisa